# كاتلين كلارك
كاتلين كلارك (بالإنجليزية: Caitlin Clarke)‏ هي ممثلة أمريكية، ولدت في 3 مايو 1952 ببيتسبرغ في الولايات المتحدة، وتوفيت في 9 سبتمبر 2004 في الولايات المتحدة بسبب سرطان المبيض.

## وصلات خارجية
- كاتلين كلارك على موقع IMDb (الإنجليزية)
- كاتلين كلارك على موقع ميتاكريتيك (الإنجليزية)
- كاتلين كلارك على موقع روتن توميتوز (الإنجليزية)
- كاتلين كلارك على موقع ألو سيني (الفرنسية)
- كاتلين كلارك على موقع أول موفي (الإنجليزية)
- كاتلين كلارك على موقع قاعدة بيانات برودواي على الإنترنت (الإنجليزية)
- كاتلين كلارك على موقع قاعدة بيانات الفيلم (الإنجليزية)